# Eparchia di Bijsk

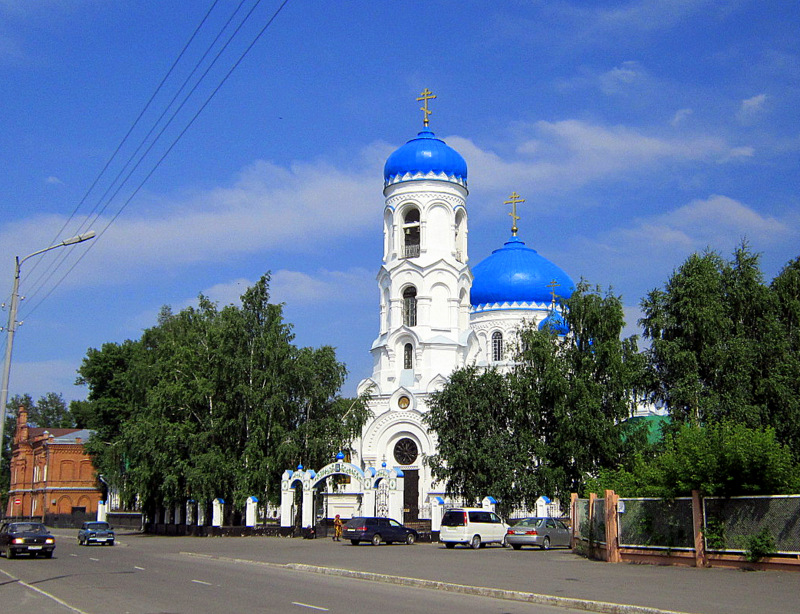
La cattedrale della Dormizione di Maria di Bijsk.

L'eparchia di Bijsk (in russo: Бийская епархия) è una diocesi della Chiesa ortodossa russa, appartenente alla metropolia dell'Altaj.

## Territorio
L'eparchia comprende 13 rajon nella parte sud-orientale del territorio dell'Altaj, nel Circondario federale della Siberia.
Sede eparchiale è la città di Bijsk, dove si trova la cattedrale della Dormizione di Maria. L'eparca ha il titolo ufficiale di «eparca di Bijsk e Belokuricha».

## Storia
L'eparchia è stata eretta con decisione del Santo Sinodo del 5 maggio 2015, con territorio separato da quello dell'eparchia di Barnaul.